# كل شيء هادئ على الجبهة الغربية (فلم 2022)
كل شيء هادئ على الجبهة الغربية (بالإنجليزية: All Quiet on the Western Front) هو فيلم ألماني مبني على رواية تحمل نفس الاسم للكاتب إريك ماريا ريمارك. الفيلم من إخراج إدوارد بيرغر وبطولة دانيال برول، ألبريشت شوتش وفيليكس كامرير، وعرض للمرة الأولى على منصة نتفليكس في 28 أكتوبر 2022.

## الجوائز
حطم فيلم "كل شيء هادئ على الضفة الغربية" الأرقام القياسية في جوائز البافتا لأكبر عدد من الجوائز التي حصل عليها فيلم غير ناطق باللغة الإنجليزية، حيث حصد سبعة جوائز من بينها:
1. أفضل فيلم.
2. أفضل سيناريو مقتبس
3. أفضل فيلم بغير باللغة الإنجليزية
4. أفضل مخرج لإدوارد بيرغر.

## روابط خارجية
- الموقع الرسمي
- فيلم "كل شيء هادئ على الجبهة الغربية".. هل حقا توجد سينما مناهضة للحرب؟
- مقالات تستعمل روابط فنية بلا صلة مع ويكي بيانات

لا توجد روابط لمواقع التواصل الاجتماعي.